# Zalm voor Corleone
Zalm voor Corleone was een reisprogramma met Herman Van Molle dat in 1999 op Canvas debuteerde.

## Concept
De reeks wordt opgehangen aan Herman Van Molle die in Corleone de hand van Fortunata, een mooie Siciliaanse, gaat vragen en van de vader de toestemming krijgt als hij maar eerst een verse zalm uit Noorwegen gaat halen voor de huwelijksplechtigheid, Un salmone fresco dalla Norvègia! De rode draad doorheen de afleveringen is de link tussen het land en zalm. Maar ook de plaatselijke schonen en lokale toeristische of minder toeristische bezienswaardigheden rond sport, kunst, wetenschap, televisie, muziek, geschiedenis, eten of zelfs filosofie komen aan bod.
In de eerste reeks bezocht hij per aflevering een Europees land of regio (achtereenvolgens: Noorwegen, Zweden, Denemarken, Schotland, Ierland, Duitsland, Oostenrijk, Zwitserland, Frankrijk, Spanje en Sicilië).
In de tweede reeks, Zalm voor Corleone, Il Bambino, ging Van Molle terug op zoek naar een zalm, deze keer uit Alaska, om de schoonvader ervan te overtuigen dat hij een goede vader zal zijn voor het eerste kleinkind. De tocht gaat langs Alaska, Brits-Columbia, Montana, Idaho, Californië, Arizona, Louisiana en Florida.
In 2003 kreeg het programma De HA! van Humo. Het programma werd reeds meerdere malen heruitgezonden op Canvas en één.

## Meer informatie
- http://www.standaard.be/artikel/detail.aspx?artikelid=DST11121999_038